# Ветринген (Средња Франконија)
Ветринген (њем. Wettringen) град је у њемачкој савезној држави Баварска. Једно је од 58 општинских средишта округа Ансбах. Према процјени из 2010. у граду је живјело 920 становника. Посједује регионалну шифру (AGS) 9571222.

## Географски и демографски подаци
Ветринген се налази у савезној држави Баварска у округу Ансбах. Град се налази на надморској висини од 423 метра. Површина општине износи 21,4 km². У самом граду је, према процјени из 2010. године, живјело 920 становника. Просјечна густина становништва износи 43 становника/km².